# Saint-Jouvent
Saint-Jouvent is een gemeente in het Franse departement Haute-Vienne (regio Nouvelle-Aquitaine) en telt 1388 inwoners (1999). De plaats maakt deel uit van het arrondissement Limoges.

## Geografie
De oppervlakte van Saint-Jouvent bedraagt 24,8 km², de bevolkingsdichtheid is 56,0 inwoners per km².

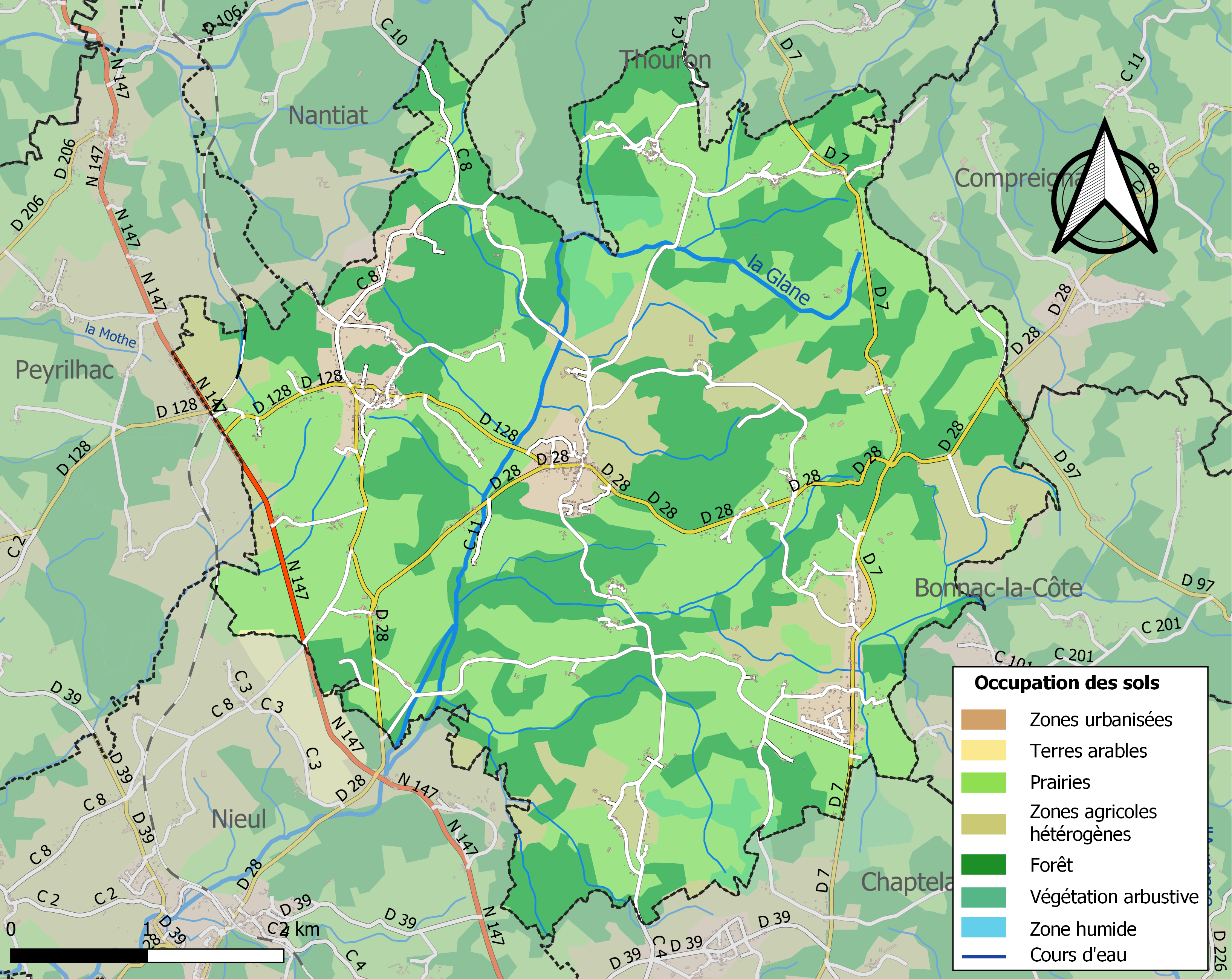
Kaart van de gemeente met de belangrijkste infrastructuur, bodemgebruik en omliggende gemeenten

## Verkeer
De spoorweghalte Peyrilhac - Saint-Jouvent ligt op het grondgebied van de aanpalende gemeente Peyrilhac.

## Demografie
Onderstaande figuur toont het verloop van het inwonertal (bron: INSEE-tellingen).